# Altzola (Aya)
Altzola es una entidad de población española del municipio de Aya, perteneciente a la provincia de Guipúzcoa, en la comunidad autónoma del País Vasco.

## Toponimia
El nombre del lugar puede encontrarse referido con las grafías «Alzola» y «Altzola». La etimología del topónimo proviene de los términos eúscaros Altza, que significa aliso, y ola, que significa "cabaña" o "ferrería", y también se ha solido usar en algunos topónimos con el significado de lugar, por lo que "altzola" sería ferrería o cabaña de o entre alisos.

## Historia
Hacia mediados del siglo XIX, el lugar, una anteiglesia perteneciente a Aya, tenía contabilizada una población de 146 habitantes. Aparece descrito en el segundo volumen del Diccionario geográfico-estadístico-histórico de España y sus posesiones de Ultramar de Pascual Madoz con las siguientes palabras:

ALZOLA: anteigl. en la prov. de Guipúzcoa (4 leg. á Tolosa), dióc. de Pamplona (15), part. jud. de Azpeitia (3), y ayunt. de Aya (V.): sit. á la izq. del r. Oria: tiene igl. parr. (San Roque), y el curato lo presentan los herederos de D. Fausto del Corral, alternando con otros partícipes naturales y estraños del térm. municipal: su terreno es fértil: prod. cereales, frutas y hortalizas: hay arbolado; cria ganado; se encuentra caza, y disfruta de pesca: pobl.: 30 vec., 146 almas.
(Madoz, 1845, p. 216)

En 2022, la entidad singular de población tenía empadronados 10 habitantes.